# Am Kamphof

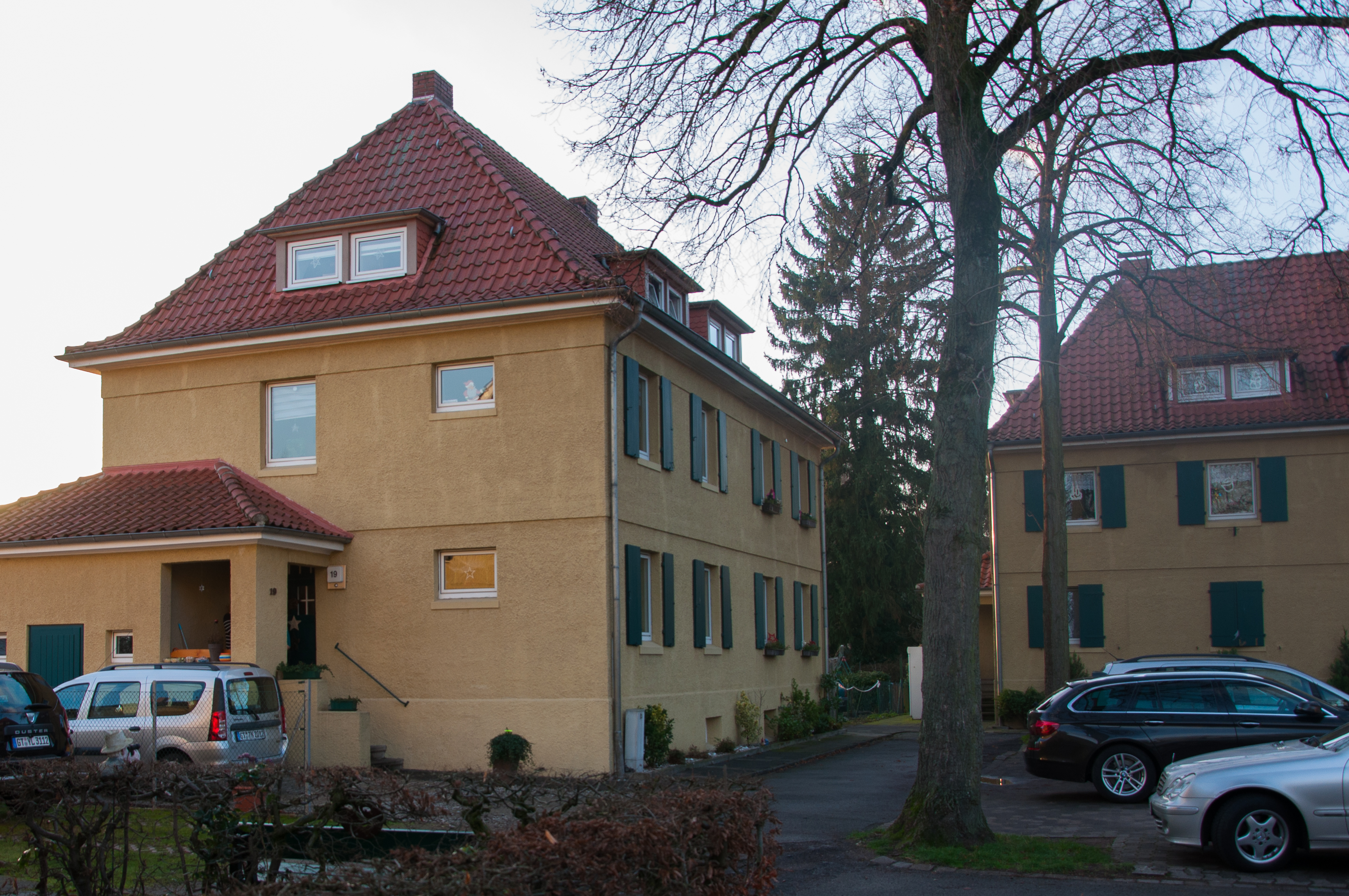
Am Kamphof 19, Haus mit Walmdach

Die Wohnsiedlung Am Kamphof ist ein Denkmalbereich bestehend aus mehreren Häusern im Gütersloher Stadtteil Kattenstroth in Nordrhein-Westfalen. Es handelt sich um eine 1924/1925 von der Stadt Gütersloh zur Linderung der Wohnungsnot nach dem Ersten Weltkrieg errichtete geschlossene Wohnsiedlung mit 56 Wohnungen in 14 Doppelhäusern. Die Siedlung wurde mit der Satzung für den Denkmalbereich „Am Kamphof“ vom 1. Februar 1994 unter Denkmalschutz gestellt.

## Geschichte
Der Architekt war der damalige Stadtbaurat Ludwig Schluckebier (1876–1951), der die Siedlung „in einem traditionalistisch geprägten und heimatverbundenen“ Baustil plante. Fünf der Häuser wurden an einer bestehenden Straße, dem Westring, errichtet, für die restlichen Gebäude wurde von dieser im rechten Winkel eine durch die Siedlung geführte kleine Straße mit quadratischem Platz und Baumbestand, die heutige Straße Am Kamphof, angelegt. Die Doppelhäuser bestanden aus jeweils zwei Wohnungen, diese umfassten historisch jeweils zwei Zimmer und eine Küche, pro Haushälfte wurde ein Stallanbau und ein Garten genutzt, und im Dachgeschoss waren mehrere Kammern ausgebaut.
Die Siedlung wurde 1994 auf der Basis eines Gutachtens des Westfälischen Amtes für Denkmalpflege von 1990 aufgrund ihrer siedlungsgeschichtlichen Bedeutung für Gütersloh als einheitlich geplante Anlage aus den 1920er Jahren unter Denkmalschutz gestellt. Gemeinsam mit der ebenfalls unter Denkmalschutz stehenden Siedlung Zumhagen Hof stellt sie eine der wenigen einheitlich geplanten Anlagen dieser Zeit in Gütersloh dar.

## Denkmalbeschreibung

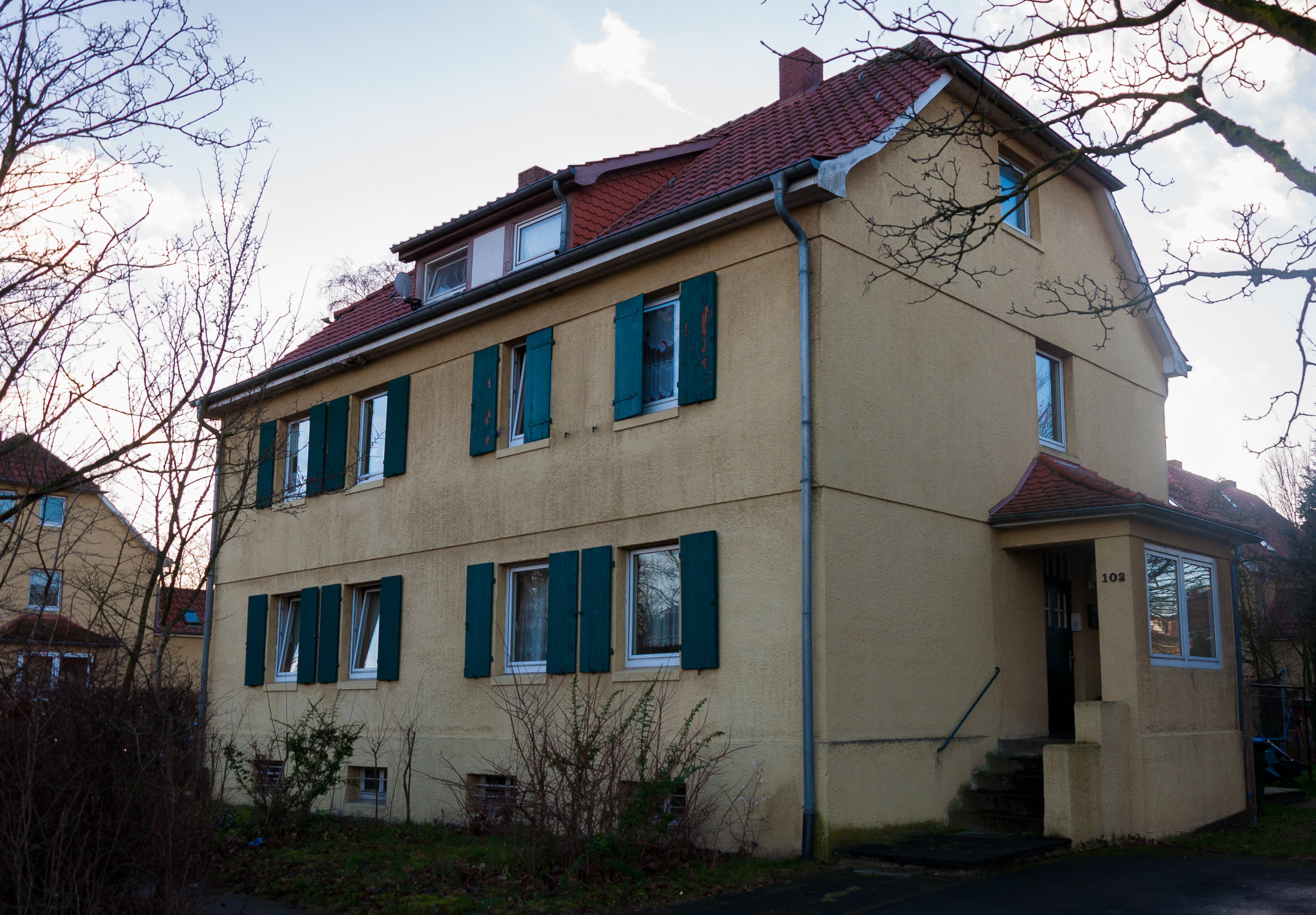
Westring 102, Haus mit Krüppelwalmdach

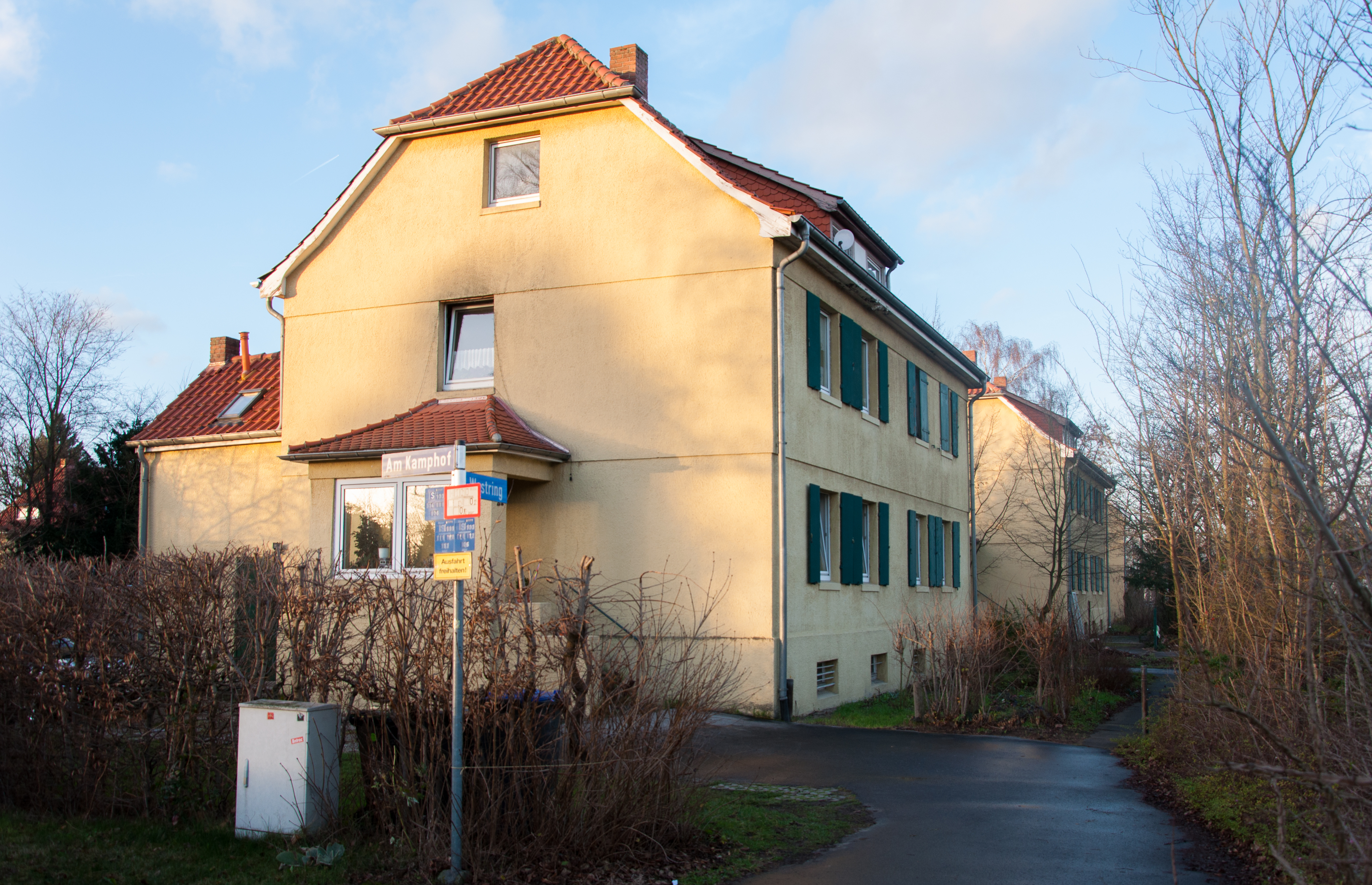
Am Kamphof 2a, Haus mit Krüppelwalmdach

Zum Denkmalbereich Am Kamphof gehören die Gebäude und Grundstücke Am Kamphof 1/3, 2/4, 2a, 5/7, 6/8, 10/12, 11/13, 15/17, 19/21, 23/25, 27/29, 31/33 sowie Westring 94/96, 98/100 und 102. Bei den Gebäuden Am Kamphof 2a und Westring 102 handelt es sich um Gebäude mit je einem Eingang Am Kamphof und Westring.
Die Gebäude sind traufständig zur Straße ausgerichtet und achsensymmetrisch gestaltet. Als prägend für das Erscheinungsbild der Siedlung werden die charakteristischen zweigeschossigen Häuser in zwei Bautypen mit hohem Kellersockel und Krüppelwalm- und Walmdächern mit charakteristischer Neigung, Firstrichtung und den axial angeordneten Dachaufbauten als Doppelgauben sowie die rote Ziegelbedeckung und die durch schlichte helle Putzflächen mit geschossweisen waagerechten Absätzen geprägten Fassaden betrachtet. Die Fenster sind charakterisiert durch ihre Größe, Form, Untergliederung und den weißen Anstrich sowie durch die dunkelgrün gestrichenen und horizontal sprossierten Holzfensterläden an den Erd- und Obergeschossen. Die giebelseitigen Hauseingänge sind teilweise geprägt durch ihre überdachten Außentreppen und hölzernen Haustüren mit kleinen Glasausschnitten. Auf der Rückseite der Wohnhäuser sind über dem hohen Sockelgeschoss paarweise Stallanbauten angebaut, die in 90 Grad zum Wohngebäude stehen und gegenüber der seitlichen Front zurücktreten. Straßenseitig sind die Grundstücke durch halbhohe Hecken eingefriedet. Am Kamphof ist die Straße zudem platzartig erweitert.

## Belege
1. 1 2 3 4 5  Satzung für den Denkmalbereich „Am Kamphof“ in Gütersloh vom 1. Februar 1994.
2. ↑  Nachlass im Stadtarchiv
3. 1 2 3 4 5  Gutachten zum Denkmalbereich „Am Kamphof“ in Gütersloh. Westfälisches Amt für Denkmalpflege Münster vom 18. Juli 1990.

Koordinaten: 51° 53′ 54″ N, 8° 21′ 37,7″ O